# Lunar Gateway
A Lunar Gateway (teljes nevén: Lunar Orbital Platform-Gateway, 2018-ig: Deep Space Gateway), vagy röviden csak Gateway emberi kiszolgáló személyzet által üzemeltetett, Hold körüli pályán keringő, jelenleg még tervezési fázisban lévő leendő űrállomás. A létesítményt a tervek szerint leghamarabb 2027-ben szerelik össze és állítják Hold körüli pályára. Az űrállomás várhatóan megállóhelyként fog szolgálni a mélyűri utazások számára is. Várhatóan a Hold kutatására felküldött emberek, illetve robotok kiindulási pontjaként fog szolgálni. Sok ország dolgozik rajta együtt: a NASA, az Európai Űrügynökség, a JAXA és a Kanadai Űrügynökség. Az első űrállomás lesz, ami nem közvetlenül a Föld körül kering és az első Hold körüli pályán.
A 2019-es amerikai szövetségi költségvetés kiadásakor változtatta meg a NASA a projekt hivatalos nevét Lunar Orbital Platform-Gateway-re (LOP-G), az eredeti Deep Space Gateway elnevezés helyett. Az amerikai kongresszus 332 millió dollárt adott az első kutatásokra. Eredetileg amerikai-orosz programként indult, de 2021-ben a Roszkoszmosz visszalépett a projekttől.
2020 márciusában a NASA bejelentette, hogy a Gateway első két modulját (PPE - Power and Propulsion Element - Energetikai és Meghajtó Elem, valamint a HALO - Habitation and Logistic Outpost, Lakóhely és Logisztikai Előretolt Állás) 2024 májusában a SpaceX Falcon Heavy rakétája fogja Hold körüli pályára állítani. Az építése a 2020-as évek során fog folyni. Kulcsfontosságú szerepet fog játszani az emberiség jelenlétében a Holdon, a Marson és a Naprendszer távolabbi pontjain
A projektnek ezek mellett 2024 után fontos szerepe lesz a NASA Artemis-programjában. Ugyan a NASA vezeti fejlesztését, közreműködésként jön létre több másik űrügynökséggel. A kiindulópontja lesz a Hold déli sarkán elvégzett Holdra szállásoknak és a NASA Deep Space Transport projektének, aminek célja a Marsra való utazás.

## Összeállítása
| Év             | Űrrepülés célja                                                                                    | Űrrepülés neve        | Hordozórakéta | Ember vagy robot |
| -------------- | -------------------------------------------------------------------------------------------------- | --------------------- | ------------- | ---------------- |
| 2024. november | Az Energetikai és Meghajtó Elem (PPE) és a Lakóhely és Logisztikai Előretolt Állás (HALO) indítása | Gateway miniűrállomás | Falcon Heavy  | Robot            |
| 2025           | Orion MPCV leszállítása (személyzettel, Holdra szállással)                                         | Artemis III           | SLS Block 1   | Személyzettel    |
| 2027           | Orion MPCV és I-HAB leszállítása                                                                   | Artemis IV            | SLS Block 1B  | Személyzettel    |
| 2028           | Orion MPCV és ESPRIT leszállítása                                                                  | Artemis V             | SLS Block 1B  | Személyzettel    |
| 2029           | (Tervezett) Orion MPCV és a logisztikai elem leszállítása                                          | Artemis VI            | SLS Block 1B  | Személyzettel    |
| 2029           | (Tervezett) Gateway űrállomás elem                                                                 | Artemis segédrepülés  |               | Robot            |
| 2030           | (Tervezett) Orion MPCV és a logisztikai elem leszállítása                                          | Artemis VII           | SLS Block 1B  | Személyzettel    |

## Fordítás
Ez a szócikk részben vagy egészben  a   Deep Space Gateway című angol Wikipédia-szócikk ezen változatának fordításán alapul.  Az eredeti cikk szerkesztőit annak laptörténete sorolja fel. Ez a jelzés csupán a megfogalmazás eredetét és a szerzői jogokat jelzi, nem szolgál a cikkben szereplő információk forrásmegjelöléseként.